# 송민준
송민준(1996년 3월 14일 ~ )은 대한민국의 트로트 가수이다. 2019년 싱글 앨범 〈추억속의 여자〉로 데뷔했다.

## 방송
- K트롯 서바이벌 골든마이크 (2019) - 우승
- 오! 나의 파트, 너 (2020)
- 트로트의 민족 (2020) - Top8(5위)
- 설특집 트로트의 민족 갈라쇼 (2021)
- 트롯 매직유랑단 (2021)
- 미스터트롯2 - 새로운 전설의 시작 (2022) - Top10(8위)
- TV조선 트랄랄라 브라더스 (2023)
- TV조선 미스터 로또 (2023)
- TV조선 화요일은 밤이좋아 (2023)
- 현역가왕2 (2024) - Top20

## 음반
- 추억속의 여자 (2019)
- 텍사스 룸바 (2020)
- 콧바람 (2020)
- 남자들은 날 가만 안놔둬 (2022)
- 메아리 (2023)
- 인생이란게 (2023)

## 공연
- 윤수일 골든마이크 쇼 - 창원 (2020)
- 미스터 트롯2 전국투어 콘서트 (2023)
- 송민준 단독 콘서트 -챕터1- (2023)